# Nukus
Nukus (karakalpacă Noʻkis, chirilica veche Нөкис; rusă Нукус) este capitala republicii autonome Karakalpakstan, în Uzbekistan, cu 12.100 locuitori (1 ianuarie 2018), situat pe malul drept al râului Amudaria.

## Personalități născute aici
- Aysanem Yusupova (n. 1997), cântăreață, actriță, femeie de afaceri.